# Idaea infirmaria
Idaea infirmaria ist ein Schmetterling (Nachtfalter) aus der Familie der Spanner (Geometridae). Es handelt sich um eine typisch mediterrane Art.

## Merkmale
Die Falter haben eine Flügelspannweite von 13 bis 18 mm, ausnahmsweise auch nur 10 mm. Die Art variiert stark in Grundfarbe und Zeichnung. Die Grundfarbe ist hellbraun, braungrau, ocker bis rötlich braun. Die innere Querlinie und die Mittelbinde sind häufig wenig deutlich ausgeprägt, manchmal noch die Mittelbinde. Dagegen ist die äußere Querlinie immer sehr markant. Die Querlinien sind dunkelbraun, rötlich bis leicht violett gefärbt. Diskalflecken sind meist vorhanden, können jedoch auch fast fehlen. Der Costalrand ist zur Wurzel hin zunehmend dunkel gefärbt. Die Fransen sind oft dunkelbraun, fast immer dunkler als die Grundfarbe. Die Stirn ist dunkelbraun gefärbt, der Vertex (Scheitel) weiß, der Kragen rotbraun. Die Palpen sind eng stehend, kurz und dunkelbraun. Der Saugrüssel ist vergleichsweise kurz und wenig entwickelt.

## Vorkommen und Lebensraum
Die geographische Verbreitung der Art ist ausgesprochen mediterran und reicht von der Iberischen Halbinsel im Westen (ausgenommen der Norden) über Südfrankreich, die großen Mittelmeerinseln, Italien, die östliche Adriaküste, Griechenland mit den meisten griechischen Inseln bis ins westliche Kleinasien. Die Art fehlt auf Zypern. Aus Rumänien wird ein kleines isoliertes Vorkommen berichtet. In Nordafrika erstreckt sich die Verbreitung von Marokko im Westen bis nach Tunesien. Hier wird allerdings die Nominatunterart von der Unterart Idaea infirmaria mitescens Scobble, 1999 ersetzt.
Idaea infirmaria ist ausgesprochen xerothermophil, d. h., sie lebt bevorzugt in trockenen und warmen Habitaten, z. B. Macchie, lockeren Eichenwäldern, an sonnenexponierten Südhängen. In der Vertikalen kommt die Art von Meereshöhe bis etwa 1900 Meter vor, in Marokko bis 2600 Meter.

## Phänologie und Lebensweise
Die Art ist gewöhnlich univoltin, d. h., es wird nur eine Generation pro Jahr gebildet, die von Mitte Juni bis Ende Juli fliegt. Unter günstigen Bedingungen sind die ersten Falter auch schon Ende Mai anzutreffen. In höheren Lagen kann sich die Flugzeit bis Ende August erstrecken. Unter günstigen Bedingungen kann sich eine unvollständige zweite Generation bilden, deren Falter von Anfang September bis Mitte Oktober fliegen. Die Falter sind nachtaktiv und werden von künstlichen Lichtquellen angelockt.
Die extrem trägen Raupen wachsen sehr langsam und sind ziemlich lichtscheu. In der Zucht unter guten Bedingungen kann der Entwicklungszyklus auch ausnahmsweise „nur“' drei Monate dauern. Die Raupen sind polyphag an krautigen Pflanzen und fressen frische, welke und trockene Pflanzenteile. Wahrscheinlich sind sie auf Kronblätter und deren Fruchtkapseln spezialisiert. Bisher wurden Raupen in den Fruchtkapseln von Zistrosen (Cistus) sowie in den Blüten der Landnelke (Dianthus caryophyllus) gefunden. Die Zucht gelang auch mit welken Blättern des Gewöhnlichen Löwenzahns sowie mit den Kronblättern von Rosen (Rosa) und Gemeiner Schafgarbe (Achillea millefolium).

## Systematik
Die Art wurde 1833 von Jules Pierre Rambur als Dosithoea infirmaria erstmals wissenschaftlich beschrieben. Danach wurde die Art noch unter Acidalia carnearia Mann, 1855, Acidalia lederata Guenée, 1858, Acidalia nigrobarbata Staudinger, 1859 und Acidalia aquitanaria Constant, 1865 beschrieben, die jüngere Synonyme sind. Derzeit werden zwei Unterarten unterschieden, die nominotypische Unterart Idaea infirmaria infirmaria (Rambur, 1833) und Idaea infirmaria mitescens Scobble, 1999 (Marokko bis Tunesien).